# روبرت فوكسوورث
روبرت فوكسوورث (بالإنجليزية: Robert Foxworth)‏ مواليد 1 نوفمبر 1941 في هيوستن، هو ممثل أمريكي بدأ مسيرته الفنية سنة 1969. فاز بجائزة المسرح العالمي.

## الأعمال
- هاواي فايف أو
- كوينسي إم إي
- النبؤة
- فالكون كريست
- ستار تريك: ديب سبيس ناين
- القانون والنظام: الوحدة الخاصة للضحايا
- ستة أقدام تحت الأرض
- ستارغيت إس جي 1
- سريانا
- الجناح الغربي
- بونز
- بوسطن ليغال
- المتحولون
- المتحولون: ثأر الهاوي
- المتحولون: الجانب المظلم للقمر
- المتحولون: عصر الانقراض

## روابط خارجية
- روبرت فوكسوورث على موقع IMDb (الإنجليزية)
- روبرت فوكسوورث على موقع ألو سيني (الفرنسية)
- روبرت فوكسوورث على موقع ميوزك برينز (الإنجليزية)
- روبرت فوكسوورث على موقع تيرنر كلاسيك موفيز (الإنجليزية)
- روبرت فوكسوورث على موقع أول موفي (الإنجليزية)
- روبرت فوكسوورث على موقع قاعدة بيانات برودواي على الإنترنت (الإنجليزية)
- روبرت فوكسوورث على موقع قاعدة بيانات الأفلام السويدية (السويدية)
- روبرت فوكسوورث على موقع إن إن دي بي (الإنجليزية)
- روبرت فوكسوورث على موقع قاعدة بيانات الفيلم (الإنجليزية)
- روبرت فوكسوورث على موقع كينوبويسك (الروسية)